# Hässelby villastad
Hässelby Villastad är en stadsdel i Västerort inom Stockholms kommun. Stadsdelen gränsar till Hässelby strand, Hässelby gård, Vinsta, Kälvesta samt till Järfälla kommun och över vattnet (Mälaren) till Ekerö kommun. Stadsdelen är den västligaste i Stockholm, samt den till ytan största.

## Historia

### Innan 1900-talet
Området var i stort sett obebyggt fram till slutet av 1800-talet. Här fanns endast gårdarna Riddersvik och Lövsta, som på den tiden tillhörde Järfälla kommun. Stockholms stad köpte egendomarna 1885, och här byggdes en sopstation, Lövsta, vid Mälaren som togs i bruk 1889. Soporna kom hit på Spånga–Lövsta järnväg som även den öppnades 1889 som ett stickspår från Spånga station i Solhem till sopstationen. Soporna kunde även lastas på pråmar för vidare transport.

### Kring sekelskiftet 1900, samhället skapas
De som arbetade här behövde förstås någonstans att bo. 1892 hade staden låtit uppföra två kaserner norr om anläggningen samt en skola uppfördes 1903. Det behövdes dock fler bostäder, problemet löstes genom att ägaren till Hässelby slott, greve Carl Trolle-Bonde, arrenderade ut tomter till arbetarna. År 1900 började han även sälja tomter via sitt nya bolag, AB Hässelby Egendom. Förutom till arbetare vände man sig till trädgårdsmästare, eftersom Lövstaanläggningen gjorde att det fanns god tillgång på gödsel i området. Området hade även goda kommunikationer med Stockholm i och med att det fanns både båtförbindelse och järnväg. De flesta trädgårdstomterna lades i anslutning till Spånga–Lövsta järnväg, som gick där Lövstavägen nu går fram. Hässelby villastads station låg vid Viadukten. De professionella trädgårdsodlingarna med deras drivbänkar och växthus kom att prägla Hässelby villastad under större delen av 1900-talet.
År 1906 invigdes baptistkyrkan Tabernaklet. Kyrkan, som ligger på Hässelbys högsta punkt, heter numera Bergskyrkan. Historiskt sett har kyrkan varit ansluten till Svenska baptistsamfundet och Evangeliska frikyrkan. Den sedan 2011 nuvarande församlingen är en del av New Life som tillhör Evangeliska frikyrkan.
Från 1910 vände man sig till ytterligare människor och erbjöd sig att bygga villor eller sommarhus på mindre tomter. När för orten 7 mars 1913 inrättades ett municipalsamhälle inom Spånga landskommun fick den namnet Hässelby villastads municipalsamhälle, vilket även innebar orten namn ändrades, innan dess hade den kallats Riddersvik. Här fanns det då både Konsumbutik, Folkets Hus och en baptistkyrka. 
Konsumföreningen, som hette Löfsta Handelsförening, bildades 1898 och var den första konsumföreningen i Storstockholm. Butiken låg vid den nordöstra änden av allén till Riddersviks gård. Den förste föreståndaren var Johan Åberg, som senare blev invald i såväl kommunfullmäktige som riksdagen.

### Egen kommun från 1926
Municipalsamhället Hässelby villastad bröts ut ur Spånga och blev 1926 en egen kommun, Hässelby villastads köping, och samma år kunde kommunalhuset invigas vid Riddersviksvägen, där det även fanns postkontor och polisstation. 1926 togs den första stadsplanen fram.
Mängden sopor vid sopanläggningen ökade hela tiden, och 1903 hade den första förbränningsugnen invigts, men kapaciteten var otillräcklig under både 1920- och 1930-talet så soporna samlades nere vid vattnet. År 1938 kunde man inviga en helt ny sopförbränningsanläggning, ritad av arkitekt Holger Blom, byggd i funktionalistisk stil med en 58 meter hög skorsten.
1939 invigdes Hässelby Villastads kyrka, ritat av arkitekt Folke Hjortzberg med målningar av Olle Hjortzberg. Samma år bildades Hässelby Villastads scoutkår som en flickscoutkår.
Politiken i köpingens kommunalfullmäktige dominerades av socialdemokraterna, som genomgående i valen fick egen majoritet. Fullmäktige hade 25 platser och det sista valet 1946 invaldes 15 socialdemokrater, 8 från den borgerliga samlingslistan Fram till val och 2 kommunister. Som har varit vanligt i svensk kommunalpolitik, styrde man dock med en form av samlingsregering där alla partier fick ett inflytande motsvarande sin storlek.
Man märkte så småningom att Hässelby villastad var för liten för att det skulle vara rationellt att driva den som egen kommun. 1949 blev den lilla köpingen inkorporerad med Stockholms stad. Tanken hade varit att inkorporeringen skulle ske långt tidigare, avtal därom skrevs mellan köpingen och staden redan 1943, men att det dröjde flera år innan införlivandet blev faktum berodde sannolikt på att man ville invänta inkorporeringen av Spånga landskommun i Stockholms stad. Landskommunens område låg mellan köpingen och staden.

### I Stockholm från 1949
Staden hade redan från början planer på att öka antalet bostäder, men en förutsättning var att handelsträdgårdarnas mark kunde bebyggas. Vid denna tid fanns det mer än 100 växthus i stadsdelen. Under början av 1950-talet såldes många handelsträdgårdar till byggnadsfirmor. På 1960-talet steg markens värde snabbt, vilket gjorde att antalet handelsträdgårdar sjönk ytterligare.
Den 1 december 1956 upphörde persontrafiken på Spånga–Lövsta järnväg mellan Lövsta och Spånga station. Soptågen, som kallades Silverpilen, kördes fram till 10 september 1970. En resa med persontåg mellan Hässelby Villastad och Stockholms central tog cirka 33 minuter. Från 1972 revs större delen av banan och likaså stationshuset i Hässelby villastad.
Det dröjde till början av 1970-talet innan byggandet riktigt kom igång. Många äldre tomter delades och äldre villor revs. Området Backlura bebyggdes med radhus och kedjehus. I kvarteret Åkermyntan uppfördes ett affärscentrum, medan ett affärscentrum vid Riddersviksvägen och Sandviksvägen lades ned. Norrsidan om Lövstavägen bebyggdes med villor och radhus.
1975 inlemmades byn Kyrkhamn i Stockholm och Hässelby villastad. Området ingick dessförinnan i Järfälla kommun.
Lövstaanläggningen lades ned helt 1985–1986 efter att de boende i många år klagat på utsläppen därifrån.[källa behövs]
År 1987 invigdes bostadsområdet i Västra Smedshagen, ritat av arkitekt Johan Nyrén, med hus i fyra våningar grupperade kring slutna gårdar.
Den sista handelsträdgården, Solbackens Handelsträdgård i Hässelby AB, stängde 2006. Handelsträdgårdens växthus har rivits och på marken har man i stället byggt bostadshus.

## Gatunamn
Även om frågan om att fastställa namn på gatorna i samhället aktualiserades redan 1916 av municipalsamhällets byggnadsnämnd, synes några officiella namn inte ha funnits förrän på 1930-talet. Inför villastadens och Spångas inkorporering i Stockholms stad 1949 gjordes en översyn av namnen, för att rensa ut namn som var alldeles för likalydande med namn i andra delar av staden. Exempelvis döptes Strandvägen om till Hässelby strandväg (som med sitt nya namn dessutom har fått en delvis annan sträckning). Gatunamn som anknöt till fåglar och nordisk mytologi har helt försvunnit.
De ursprungliga gatunamnen är ofta hämtade från gårdar och torp på orten. Även lokalt framstående personer har fått vägar uppkallade efter sig. Gator som har fått namn efter inkorporeringen har i regel fått namn efter trädgårdar och trädgårdsmästare, eller än vanligare, efter växter. Det har ansetts passa särskilt bra, i och med att villastaden har vuxit upp kring handelsträdgårdarna, även om många av de nyaste gatunamnen har fått namn efter växter som aldrig i någon större utsträckning har odlats i Hässelby villastad.

## Demografi
År 2017 hade stadsdelen cirka 18 500 invånare, varav cirka 30,9 procent med utländsk bakgrund.